# Smetanova Litomyšl
Smetanova Litomyšl je mezinárodní operní festival, který se koná od roku 1946, resp. 1949 na přelomu června a července v Litomyšli, rodném městě skladatele Bedřicha Smetany. Patří k největším pravidelně konaným festivalům klasické hudby v Česku.

## Historie (do roku 1992)
Snaha připomínat Smetanův odkaz v jeho rodišti má dlouhou historii; již léta 1905 byl otevřen Smetanův dům jako nová koncertní a divadelní budova. V roce skladatelových 100. narozenin (1924) mu byl na hlavním náměstí odhalen pomník (22. června) a uskutečnila se řada koncertů, při nichž např. zazpívala pěvkyně Ema Destinnová (8. dubna) a vystoupil soubor opery Národního divadla s Libuší nebo Česká filharmonie s Mou vlastí. Ve 30. letech 20. století se dále rozvíjely úvahy o hudebním festivalu, na litomyšlském zámku se roku 1934 uskutečnila Výstava Bedřicha Smetany. Národní divadlo zde dále uvedlo v roce 1938 Dvě vdovy, v roce 1940 Prodanou nevěstu a v roce 1942 Dalibora. Léta 1944 proběhla řada hudebních vystoupení v rámci Smetanova jubilejního roku 1944.

### Po druhé světové válce

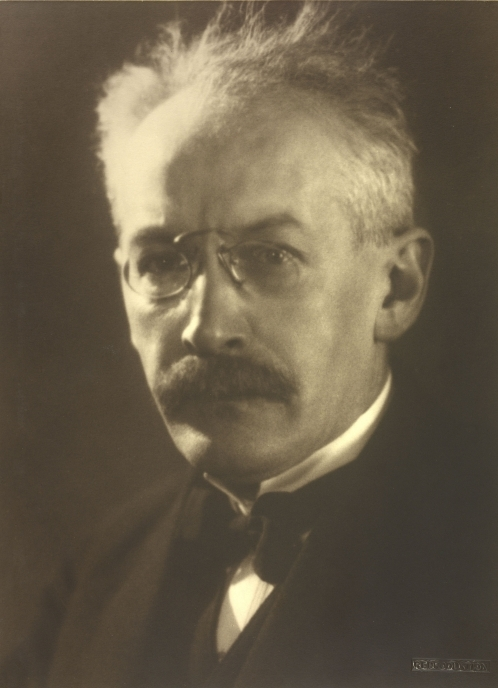
Zdeněk Nejedlý v roce 1927

V červnu 1946 se ve Smetanově domě uskutečnily dva koncerty České filharmonie s dirigentem Rafaelem Kubelíkem, označené jako hudební slavnosti Smetanova Litomyšl. V následných dvou letech se podobné akce nekonaly, až v roce 1949, u příležitosti 125. výročí narození Bedřicha Smetany za podpory ministra kultury Zdeňka Nejedlého byly připraveny Smetanovy oslavy v Litomyšli 1949. Část zámeckého pivovaru byla také upravena na expozici Smetanova rodného bytu. V areálu zámeckého parku byl vybudován přírodní amfiteátr s kapacitou 2 859 míst k sezení a asi 1 500 míst k stání a 5. června 1949 v něm byla uvedena opera Dvě vdovy.
V následujících letech již byla založena tradice každoroční pravidelnosti; zprvu byla oficiálně zaštítěna jako součást festivalu Pražské jaro, takže v roce 1950 akce nesla název Mezinárodní hudební festival Pražské jaro – Smetanova Litomyšl 1950. Koncem května a druhém zámeckém nádvoří provedla opera Národního divadla inscenaci Dalibora, ve venkovním amfiteátru Prodanou nevěstu. Pro rok 1951 byl festival zamýšlen na 9.–10. června, místní pořadatelé navrhovali odklad o měsíc na 5.–8. července, nakonec však vůbec neproběhl a byl v červencovém termínu nahrazen Jiráskovými oslavami, v jejichž rámci byly uvedeny divadelní hry či baletní vystoupení.
Od roku 1952 už se spojení s Pražským jarem neobnovilo a pořadateli byly po řadu dalších let místní, resp. městský, okresní a krajský národní výbor – již pod názvem Smetanova Litomyšl. Počátkem července 1952 byly operou Národního divadla na druhém zámeckém nádvoří, resp. v amfiteátru provedeny opery Braniboři v Čechách a Hubička. V dalších letech pak festival pokračoval, roku 1955 poprvé přijelo Slovenské národní divadlo, v roce 1957 poprvé opera Státního divadla Brno, která uvedla (rovněž na festivalu poprvé) Čertovu stěnu. Desátý ročník festivalu v roce 1959, kdy Litomyšl zároveň slavila 700. výročí povýšení na město, byl zamýšlen velkolepě, měl se uskutečnit za účasti prezidenta Antonína Novotného a pro očekávanou masovou návštěvu spojenou s mírovou manifestací byl připraven areál za nemocnicí zvaný Řetízek s kapacitou údajně až 40 tisíc lidí. Prezident však svou návštěvu odvolal a průběh poznamenaly předchozí deště, špatná akustika i nezaujaté hlučící publikum.

### 60. léta

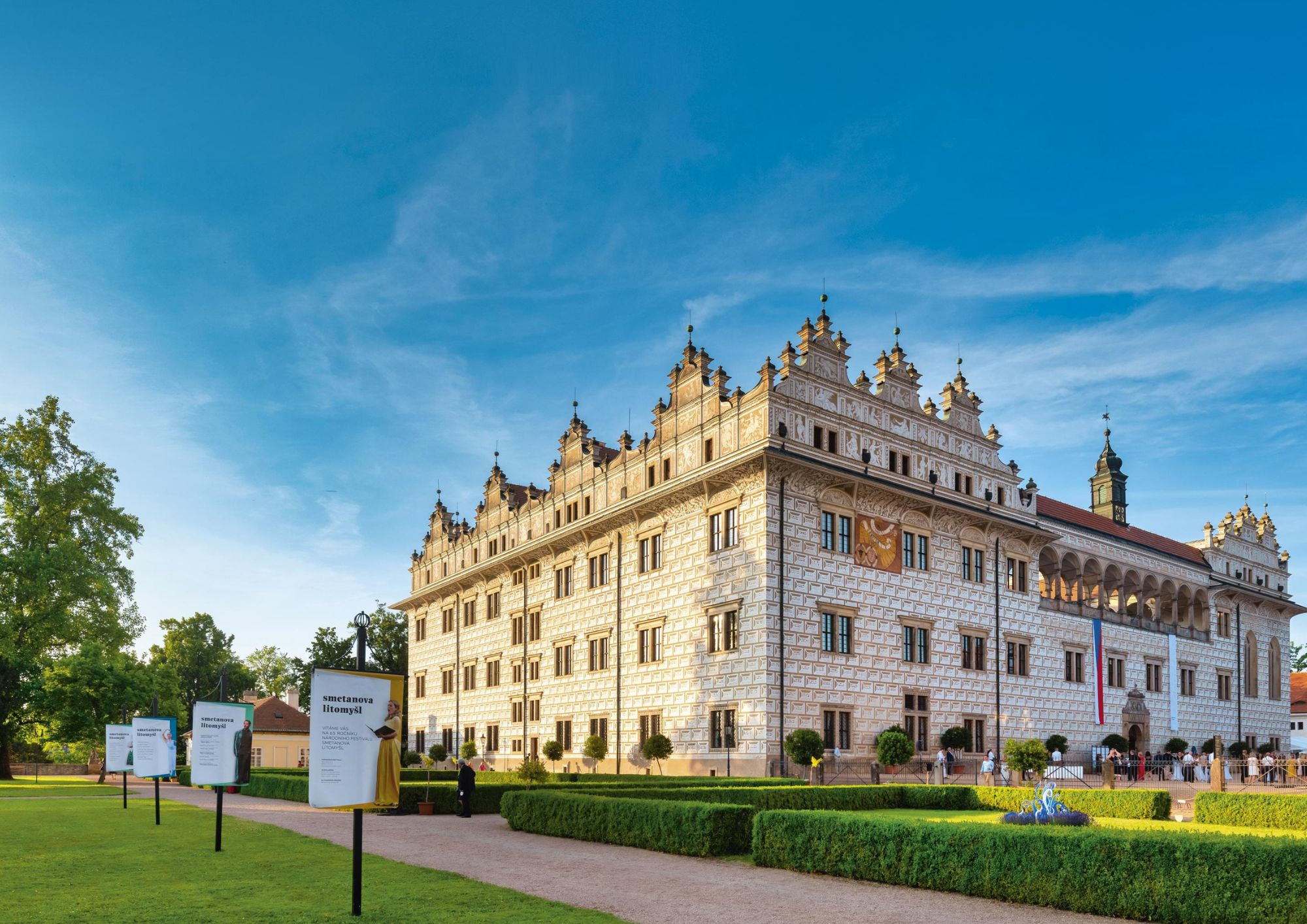
Státní zámek Litomyšl, tradiční dějiště festivalu.

Festival se i v 60. letech 20. století držel osvědčeného schématu: monotematické uvádění výhradně Smetanovy hudby se stálým hostujícím souborem pražského Národního divadla. V roce 1960 byl termín kvůli spartakiádě odložen na 25. a 26. června, Slovenské národní divadlo uvedlo Dalibora (kvůli počasí v provizoriu aukční síně), Hubičku a Prodanou nevěstu. O rok později přivezla Janáčkova opera Státního divadla v Brně dokonce čtyři opery: Libuši, Branibory v Čechách, Prodanou nevěstu a Čertovu stěnu. Naposledy před svým úmrtím se zúčastnil také někdejší ministr kultury Zdeněk Nejedlý. Na třináctý ročník 1962 poprvé zavítalo Státní divadlo Ostrava, které kromě Dvou vdov uvedlo rovněž poprvé Smetanovu operu Tajemství. V roce 1963, kdy pražské Národní divadlo slavilo své 80. narozeniny, uvedlo v Litomyšli opět Libuši, Prodanou nevěstu a Dalibora, přičemž zaznamenalo rekordní návštěvnost.
Roku 1964 došlo ke změně organizátora, když festivalový organizační výbor kooptovala okresní školská a kulturní komise Okresního národního výboru ve Svitavách. Zároveň se změnil i hlavní vizuál festivalu – krojovanou dívku od Karla Svolinského, původně vytvořenou pro ročník 1949 a používanou i v letech následujících, vystřídal minimalistický motiv od Jaroslava Sůry. Janáčkova opera Státního divadla v Brně uvedla vedle Čertovy stěny, Prodané nevěsty a Dalibora nově také fragment Smetanovy nedokončené opery Viola. Rozpočet festivalu se ovšem propadl do značné ztráty. Ta se ještě více prohloubila o rok později, kdy Slovenské národní divadlo uvedlo vedle Smetanových Dvou vdov a Libuše poprvé i dílo jiného skladatele: operu Svätopluk slovenského skladatele Eugena Suchoně. Došlo pak k rozhodnutí pro příští léta akce výrazně omezit.

### 70. léta
Sedmnáctý ročník Smetanovy Litomyšle přišel na řadu až roku 1974, vyhlášeném jako Rok české hudby, kdy se slavilo 150. výročí narození a 90. výročí úmrtí Bedřicha Smetany. Festival zahájila na druhém zámeckém nádvoří opera Národního divadla s Daliborem, následovaným v amfiteátru Dvěma vdovami a Prodanou nevěstou. Ještě před festivalem ve Smetanově domě v květnu vystoupila Česká filharmonie s dirigentem Václavem Neumannem, na podzim téhož roku pak tamtéž Moravská filharmonie a mužský sbor Symfonického orchestru hlavního města Prahy FOK. Mezi doprovodný program patřila také výstava uspořádaná Národní galerií „Bedřich Smetana ve výtvarném umění“ a poprvé i Mladá Smetanova Litomyšl, věnované mladým skladatelům a interpretům vážné hudby. Došlo také na rekonstrukci Smetanova domu a expozice Smetanova rodného bytu. Přes velkolepé obnovení festivalu však hned následujícího roku 1975 došlo k další vynucené pauze, mimo jiné se znovu konala celostátní spartakiáda.
Na osmnáctém ročníku 1976 uvedl brněnský operní soubor velmi experimentální inscenaci Dalibora pod levými arkádami druhého nádvoří, doprovodným programem byla výtvarná vernisáž v zámecké jízdárně. O rok později se program významně rozšířil o nesmetanovský repertoár: vedle Prodané nevěsty zazněl také Dvořákův Jakobín a Martinů Veselohra na mostě, ale též komorní koncert skladeb Antonína Rejchy. Tehdy poprvé byl festival i oficiálně v názvu označen číslem ročníku (19.), přičemž byla provedena inventura předchozích let a z číslování byly vynechány ty roky, kdy neodezněla ani jedna opera, tj. 1946 i nevýznamné sborové koncerty z let 1967 a 1968. Program dvacátého ročníku 1978 nabídl opět trojici Smetanových oper Tajemství, Dvě vdovy a Prodaná nevěsta, doplněnou o skladby soudobých autorů: Medvěd Iva Jiráska a Námluvy Josefa Boháče. Sté narozeniny Zdeňka Nejedlého oslavil i koncert sedmi set pěvců z východočeských sborů a odhalen mu byl pomník od sochaře Jana Hány.

### 80. léta

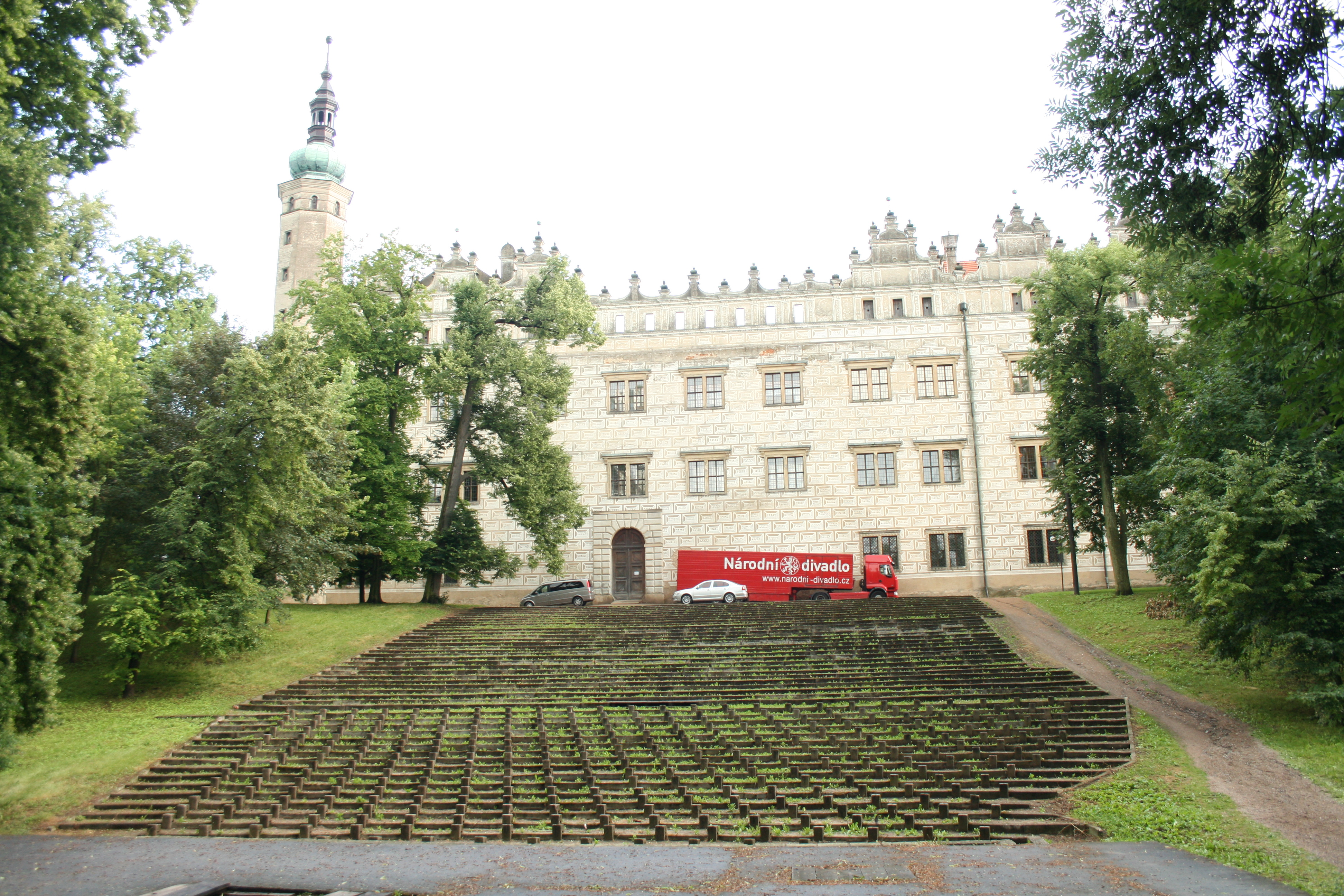
Amfiteátr v zámeckém parku, jedno z tradičních dějišť festivalu

V roce 1979 uvedlo pražské Národní divadlo oblíbenou Prodanou nevěstu a také Fibichovu Šárku. O rok později byla Hubička a Prodaná nevěsta doplněna starou hudbou Bendy či Vejvanovského a poprvé Národní divadlo uvedlo i baletní představení, na něž mělo na 23. ročníku 1981 navázat uvedení Čajkovského Labutího jezera; pro déšť však bylo představení zrušeno. V programu následovala Dvořákova Rusalka či Smetanova Prodaná nevěsta. V roce 1982 byla kvůli počasí naopak zrušena jediná Smetanova opera Dvě vdovy, zatímco odehráno bylo jak Labutí jezero, tak i soudobá opera Jiřího Pauera Zuzana Vojířová. Následující rok přivezla brněnská opera kromě Dalibora také Janáčkovy Příhody lišky Bystroušky, uvedeny byly i Řecké pašije Bohuslava Martinů.
Rok 1984 byl opět vyhlášen Rokem české hudby, pro uvedení Libuše v zámeckém amfiteátru bylo rozšířeno jeviště, druhou zde odehranou operou se stala Prodaná nevěsta. V rámci doprovodného programu zazpívaly i hudební sbory Východočeského kraje a v prostorách zámku byla otevřena část Muzea české hudby (později zaniklého). Pro následující ročník byl organizační výbor rozšířen o dramaturgickou radu, Státní divadlo Brno uvedlo vedle Hubičky další balet, a to Romea a Julii Sergeje Prokofjeva. V roce 1986 byla na programu 28. ročníku Tajemství a také Rusalka, o rok později doplnila Dvě vdovy a Janáčkovu Její pastorkyni také barokní opera Ipermestra Josefa Myslivečka.
Třicátý ročník festivalu uvedl poprvé operu „západního“ autora, Mozartovu Figarovu svatbu, kterou v zahradním amfiteátru doplnil Dvořákův Jakobín a ve Smetanově domě „Pocta Bedřichu Smetanovi“. Roku 1989 program festivalu rozšířil Simon Boccanegra od Verdiho a Janáčkova Říkadla, uzavírala jej Prodaná nevěsta.

### Po sametové revoluci
Již tradičně třídenní festival v roce 1990 zahájila Mozartova Kouzelná flétna, v derniéře byla uvedena i Libuše, kterou mělo Národní divadlo nastudovanou od roku 1983. O rok později se (dlouholetým) sponzorem festivalu stala Česká spořitelna, brněnské Zemské divadlo uvedlo Dvořákovo oratorium Svatá Ludmila a také jeho Dalibora, doplnily je Hry o Marii Bohuslava Martinů.
V roce 1992 došlo k další změně koncepce, program celkově 9 akcí byl rozložen do dvou po sobě následujících víkendů. Zahájen byl Verdiho Nabuccem, následovala Liška Bystrouška, Svatá Ludmila, o druhém víkendu Maškarní ples, „Operní nocturno“ a Má vlast.

## O festivalu

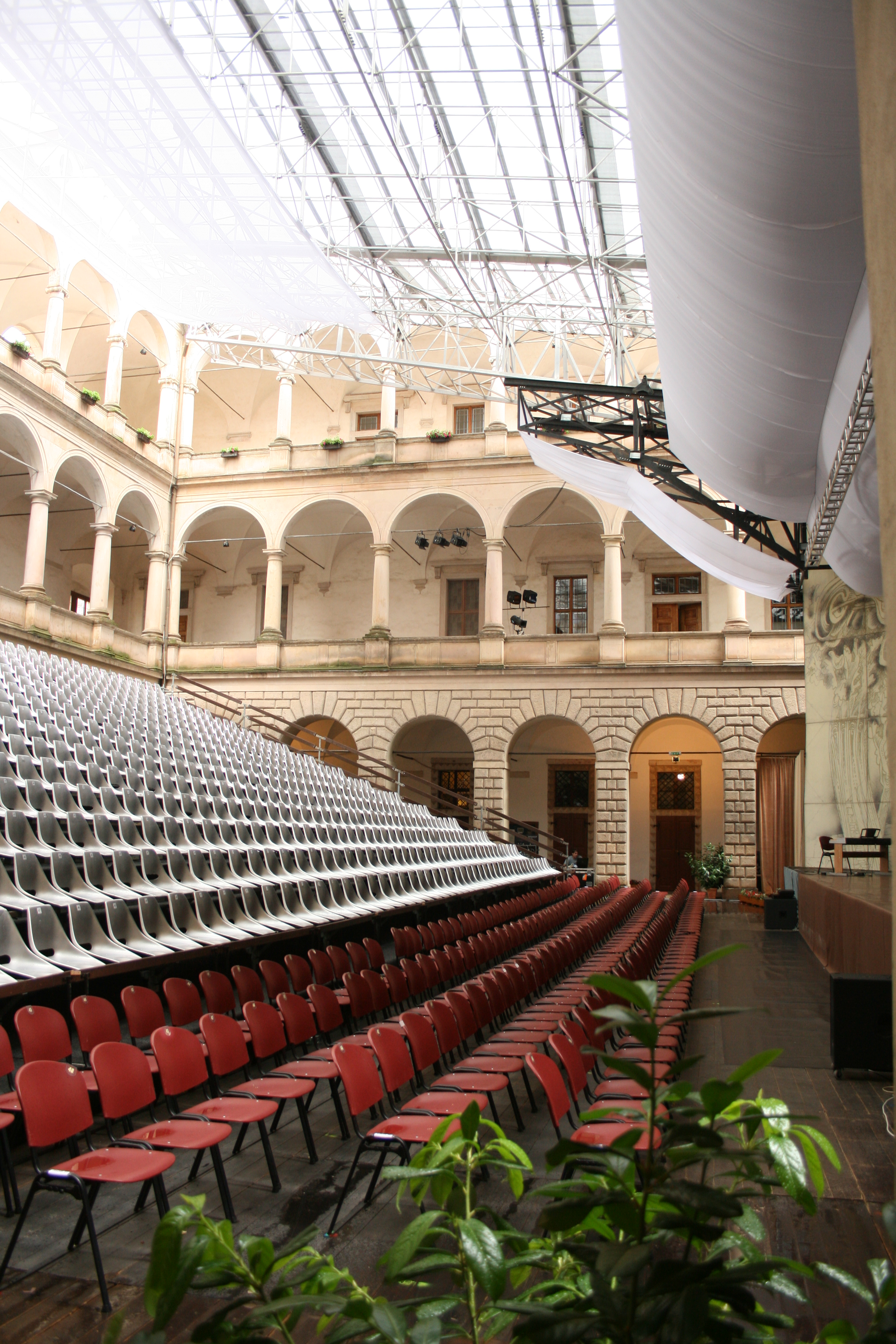
Částečně zastřešené hlediště s jevištěm a arkádami druhého nádvoří

Již od roku 1949, na přelomu června a července, se koná každoročně v rodném městě Bedřicha Smetany; koncerty jsou však pořádány i v okolí Litomyšle. Centrem festivalového dění je areál Státního zámku Litomyšl, který byl v roce 1999 zapsán na seznam kulturního světového dědictví UNESCO. Hlavní pořady se konají zejména v akusticky příznivém II. nádvoří s výsuvným zastřešením, ale také v audienčním sále zámku, jeho divadélku a kapli, v litomyšlských chrámech (Kostel Nalezení svatého Kříže, Povýšení svatého Kříže a j.), ve Smetanově domě. Návštěvnost posledních ročníků Smetanovy Litomyšle se průměrně pohybuje mezi 15 až 20 tisíci diváky. Pořádající organizací je Smetanova Litomyšl, o.p.s. a festival je členem Asociace hudebních festivalů ČR.
Rozpočet festivalu roku 1992 překročil jeden milion korun, v roce 1998 činil 18 milionů, v roce 2010 30 milionů a 60. ročník až 40 milionů korun.
Festival v roce 2024 byl slavnostně zakončen v chrámu Povýšení svatého Kříže v neděli 7. července provedením korunovačního Te Dea Václava Jana Tomáška spolu s mší celebrovanou Tomášem Halíkem, za zpěvu Svatováclavského chorálu, v přímém přenosu TV Noe.

## Hosté
Na festivalu vystoupila řada významných zahraničních hostů – mj. Katia Ricciarelli, Sherill Milnes, Bernd Weikl, Kurt Rydl, Sergej Larin, Olga Pereťatková, Neil Shicoff, Torsten Kerl, ale i přední domácí sólisté Eva Urbanová, Dagmar Pecková, Magdalena Kožená, soubory Musica Florea, Národní divadlo Praha, Státní opera Praha, Národní divadlo Brno, Česká filharmonie, Moravská filharmonie Olomouc, Symfonický orchestr Českého rozhlasu, Pražští symfonikové, Pražská komorní filharmonie, Filharmonie Brno, Komorní filharmonie Pardubice a dirigenti – Jiří Bělohlávek, Libor Pešek, Jiří Kout, Vojtěch Spurný, Marek Štryncl, Isaiah Jackson, Ondrej Lenárd, Caspar Richter a jiní.

## Orgány

### Správní rada
Členy správní rady nadace jsou:
- Ředitel: Jan Pikna
- Předseda: Roman Línek
- Místopředseda: Radomil Kašpar
- Členové: Miloš Kadlec, Michal Kortyš, Pavel Kysilka, Radko Martínek, Martin Netolický, Miloš Pavliš

### Dozorčí rada
- Předseda: Miroslav Brýdl
- Členové: Jiří Krušina, Jitka Pantůčková